# Крикорян, Нерсес
Нерсес «Крик» Крикорян (англ. Nerses Krikorian, январь 1921, Харпут — 18 апреля 2018, Лос-Аламос) — американский ученый-химик, офицер разведки Лос-Аламосской лаборатории, участник Манхэттенского проекта, один из пионеров в области национальной безопасности и ядерного оружия в США. Крикорян устроился работать в лабораторию по производству высокообогащенного урана. Только позже он узнал, что работа была частью сверхсекретного Манхэттенского проекта. Внес огромный вклад в миссию Лаборатории (Лос-Аламос).

## Биография
Родился в Харпуте, Турция, в январе 1921 года в семье Хачика и Люси Крикорян. Его семья, спасаясь от геноцида армян, бежала в Алеппо. Оттуда переехала сначала в Канаду, а затем в США.
В возрасте четырех лет Крикорян переехал со своей семьей в Ниагара-Фолс, штат Нью-Йорк. В 1943 году окончил с отличием и, получив степень бакалавра химии в Ниагарском университете, начал работать в Union Carbide в лаборатории, производившей высокочистый уран. После войны Крикориану предложили присоединиться к Манхэттенскому проекту в Лос-Аламосе.
В своем интервью AHF, Крикорян вспомнил свой первый день там: «Мы сделали это. Мы добрались до Санта-Фе и зарегистрировались по адресу 109 East Palace. Я помню, что должен был пробыть здесь один год, а затем вернуться в Union Carbide, а я все еще здесь».
В середине 1950-х Крикорян работал над проектом «Ровер» — попыткой Лаборатории разработать ядерно-тепловую ракету. Крикорян изучал материалы, которые могли бы удовлетворить требования ядерных двигателей при высоких температурах.
В 1972 году, зная, что Крикорян свободно говорит на армянском и русском языках, директор лаборатории Гарольд Агню попросил его присоединиться к недавно сформированному разведывательному подразделению. Во время работы на установке он встречался с представителями программы ядерных исследований Советского Союза и участвовал в межлабораторном сотрудничестве с российскими учеными в конце холодной войны.
В итоге, Крикорян работал в Лос-Аламосской лаборатории до 1991 года. За свою карьеру он получил шесть патентов и опубликовал множество технических оценок и анализов. Темы варьировались от лазерного разделения изотопов и материалов для высокотемпературных реакторов до ядерного оружия направленной энергии.
Крикорян получил медаль Лос-Аламоса (высшая награда организации), медаль разведывательного сообщества ЦРУ и две почетные докторские степени.

## Смерть
Крикорян скончался в своем доме в Лос-Аламосе в возрасте 97 лет.

## Признание
- Высшая медаль лаборатории Лос-Аламос;
- Медаль разведывательного сообщества от ЦРУ;[2]
- Почетный доктор Национальной академии наук РА[19]